# Sailly-sur-la-Lys
Sailly-sur-la-Lys (Nederlands: Zelleken of Zellebeke) is een gemeente in het Franse departement Pas-de-Calais (regio Hauts-de-France). De gemeente telde op 1 januari 2022 3.932 inwoners en maakt deel uit van het arrondissement Béthune. Sailly-sur-la-Lys ligt aan de Leie.

## Geschiedenis
In het verleden had het dorp ook een Vlaamsklinkende naam: in 1374 werd Zellebeke geschreven, in 1556 eeuw Zelleken. Alle namen komen van het Gallo-Romeinse Salliacum, "plaats van Sallius", dat voor het eerst in 680 werd vermeld.
In de 19e en 20e eeuw was hier de verwerking van vlas en linnen een belangrijke activiteit.

## Geografie
De oppervlakte van Sailly-sur-la-Lys bedroeg op 1 januari 2022 9,7 vierkante kilometer; de bevolkingsdichtheid was toen 405,4 inwoners per km². In het oosten van de gemeente ligt langs de Leie het gehucht Bac-Saint-Maur.
Sailly-sur-Lys ligt aan de Leie op een hoogte van ongeveer 17 meter. Tussen de dorpsbebouwing en de Leie bevindt zich het Réserve naturelle régionale des prés du Moulin Madame, bestaande uit weilanden die vroeger voor het bleken van linnen werden gebruikt. Het reservaat meet 8,52 ha.

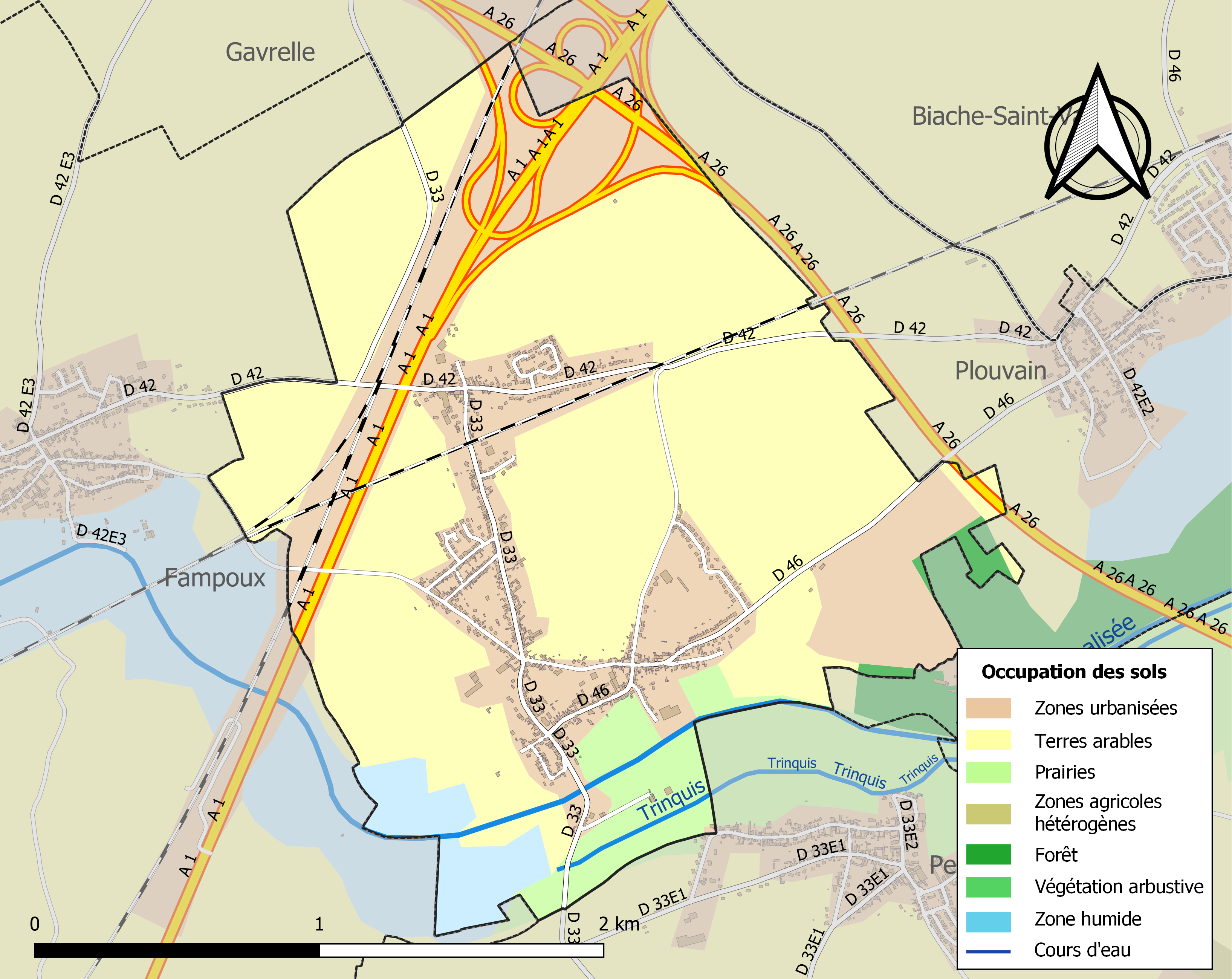
Kaart van de gemeente met belangrijkste infrastructuur, bodemgebruik en omliggende gemeenten

## Bezienswaardigheden
- De Sint-Vaastkerk (église Saint-Vaast)
- De "Prévôté", de voormalige residentie van de Provoost, ingeschreven als monument historique
- In de gemeente liggen twee Commonwealth begraafplaatsen en een Duitse militaire begraafplaats met gesneuvelden uit de Eerste Wereldoorlog, zoals:
  - Anzac Cemetery
  - Sailly-sur-la-Lys Canadian Cemetery
  - Ook op het Kerkhof van Sailly-sur-la-Lys ligt een perk met Britse gesneuvelden.

## Demografie
Onderstaande figuur toont het verloop van het inwonertal (bron: INSEE-tellingen).

## Nabijgelegen kernen
Estaires, Erquinghem-Lys, Steenwerk, Laventie, Fleurbaix